# Zamek w Bonaguil
Zamek w Bonaguil (fr. Château de Bonaguil) – największy zamek końca średniowiecza. Znajduje się w południowej Francji w pobliżu miejscowości Monflanquin.
Budowę zamku zaczęto jeszcze przed XIII wiekiem, bo w pomiędzy 1259 a 1271. Pierwszy raz pojawił się w dokumencie dla króla Francji Filipa III Śmiałego właśnie w 1271. Następnie zamek był rozbudowywany